# 波因塞特角
65°46′S 113°13′E / 65.767°S 113.217°E
波因塞特角（英語：Cape Poinsett）是南極洲的海岬，位於威爾克斯地，由冰雪封蓋，美國海軍的空中照片把該海岬繪入地圖，現時由南極條約體系管理。